# Dave Bruylandts
Dave Bruylandts (nascido em 12 de julho de 1976) é um ex-ciclista bélgico. Tornou-se um piloto profissional em 1999 e se aposentou no ano de 2007. Seu melhor desempenho como profissional foi o terceiro lugar na Volta à Flandres de 2004.